# 埃特雷昂
埃特雷昂（法語：Étréham，法語發音：[etʁeɑ̃]）是法国卡尔瓦多斯省的一个市镇，属于巴约区。

## 地理
埃特雷昂（49°19'19"N, 0°47'49"W）面积4.24 平方千米，位于法国诺曼底大区卡爾瓦多斯省，该省份为法国西北部沿海省份，北濒大西洋英吉利海峡，东北与滨海塞纳省以海上边界相接，东临厄尔省，南至奧恩省，西与芒什省接壤。
与埃特雷昂接壤的市镇（或旧市镇、城区）包括：迈松、莫勒、贝桑港-于潘、贝桑地区图尔、滨海欧尔。
埃特雷昂的时区为UTC+01:00、UTC+02:00（夏令时）。

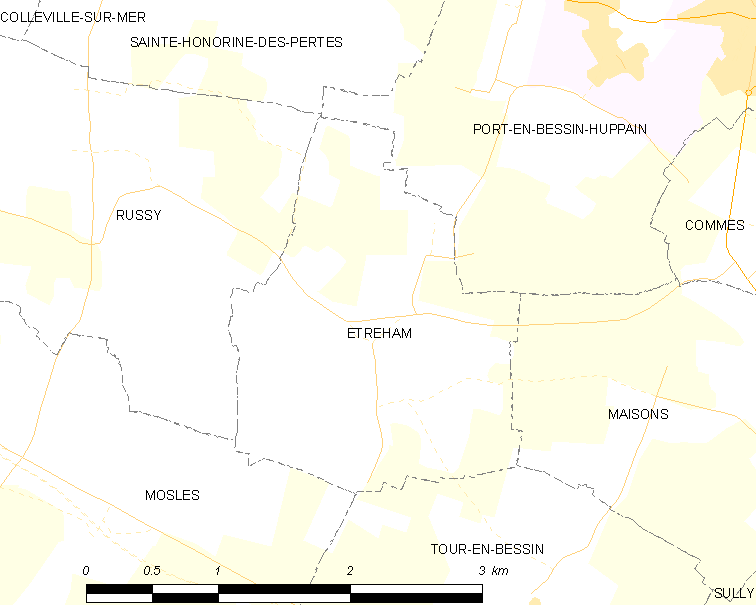
埃特雷昂的OSM定位图

## 行政
埃特雷昂的邮政编码为14400，INSEE市镇编码为14256。

## 政治
埃特雷昂所属的省级选区为特雷维耶尔县。

## 人口

1962-2008年间埃特雷昂人口变化图示

埃特雷昂于2022年1月1日时的人口数量为327人。